# Shīlāndar
Shīlāndar (persiska: شيلاندر, شَلاندَر, شِلَندار) är en ort i Iran.   Den ligger i provinsen Zanjan, i den nordvästra delen av landet, 270 km nordväst om huvudstaden Teheran. Shīlāndar ligger 1 634 meter över havet och antalet invånare är 144.
Terrängen runt Shīlāndar är kuperad åt sydväst, men åt nordost är den bergig. Shīlāndar ligger nere i en dal. Runt Shīlāndar är det ganska glesbefolkat, med 47 invånare per kvadratkilometer. Närmaste större samhälle är Kahbā, 14,2 km nordost om Shīlāndar. Trakten runt Shīlāndar består i huvudsak av gräsmarker.